# خورخي نونيز
خورخي نونيز (بالإسبانية: Jorge Núñez Piris)‏ هو منافس ألعاب قوى إسباني، ولد في 1976.